# Iglesia de Santa María de Almocóvar

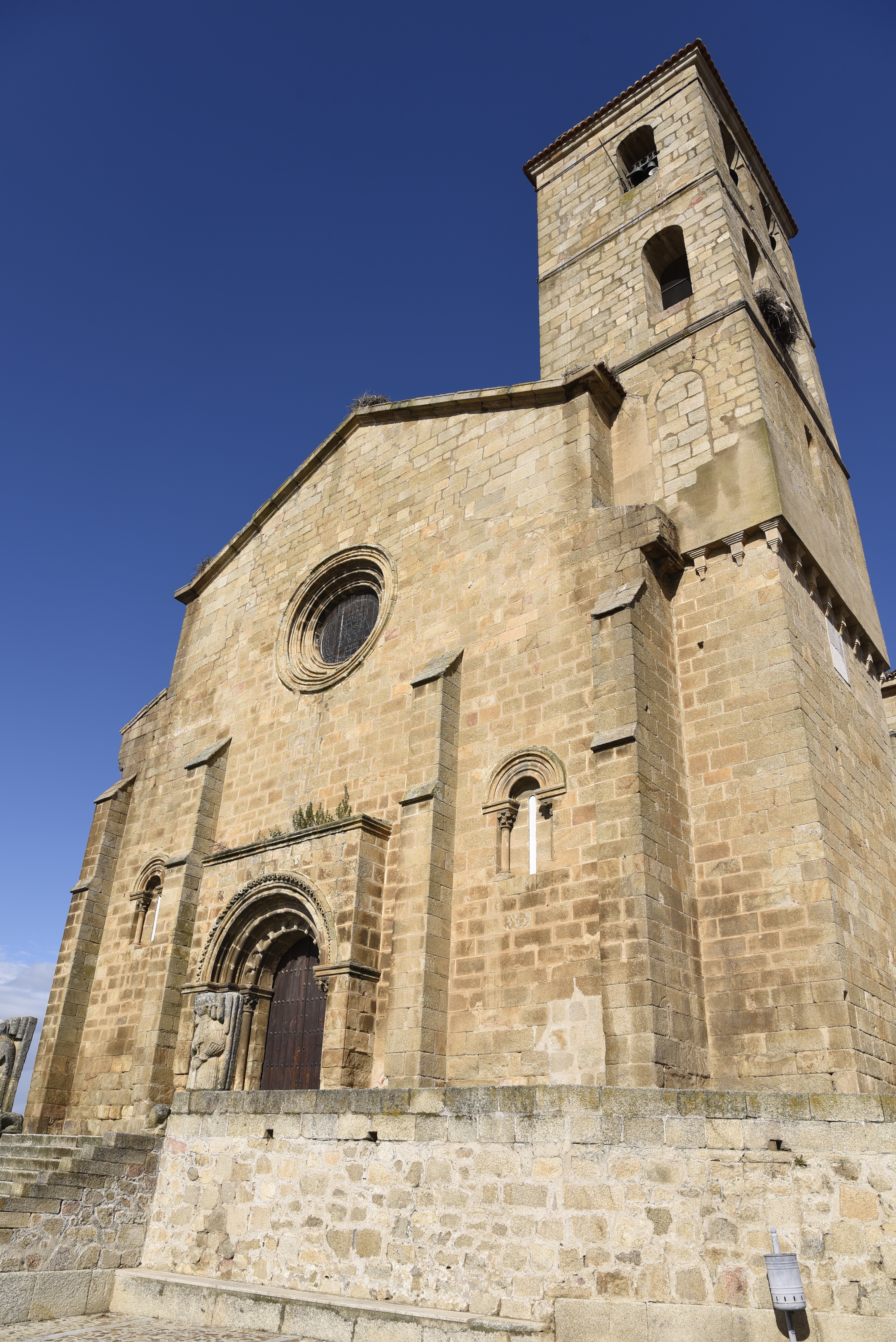
Iglesia de Santa María de Almocóvar

Die Kirche Santa María de Almocóvar ist eine römisch-katholische Pfarrkirche aus dem 13. Jahrhundert in der spanischen Stadt Alcántara in der Provinz Cáceres. Das Bauwerk ist eines der wenigen Beispiele romanischer Architektur in der autonomen Gemeinschaft Extremadura.
Das Gebäude befindet sich im Zentrum, an der Plaza de España, am westlichen Ende der Altstadt. Während der maurisch-andalusischen Zeit wurde hier eine Moschee in der Stadt errichtet, die nach der Reconquista von 1213 als Kirche genutzt wurde. 1254 beschloss der Alcántaraorden den Abriss des Gebäudes und den Bau einer neuen Kirche. Teile des romanischen Bauwerks einschließlich des Kirchturms sind erhalten. Seit dem Ende des 16. Jahrhunderts bis ins 18. Jahrhundert erfuhr das Gebäude eine Reihe von baulichen Veränderungen, bei denen wesentliche Teile der ursprünglich dreischiffigen romanischen Basilika verloren gingen. An den Umgestaltungen waren u. a. die Architekten Francisco de Mora und Manuel de Lara Churriguera beteiligt.
1987 wurde die Kirche zum Kulturdenkmal erklärt.